# Xfce
Xfce eller XFCE (var en förkortning förut; uttalas bokstav för bokstav) är en skrivbordsmiljö för Unix och Unixliknande system som Linux.
Xfce använder sig av Xfwm som fönsterhanterare och GTK+ 2 för kontroller. I grundpaketet medföljer ett aktivitetsfält, som visar öppnade program, och en panel. Panelen innehåller programstartare för några typiska program som man använder ofta. Den innehåller även en miniatyrvy över arbetsytorna, som även kan användas för att växla mellan arbetsytorna, och systemknappar vilka används för att låsa skärmen och för att stänga av Xfce. Vad panelen innehåller och i vilken ordning saker i den ligger går att ändra, och det går även att installera insticksprogram. Det finns cirka 30 insticksprogram och de flesta som inte är inkluderade i den officiella distributionen av Xfce finns tillgängliga via webbplatsen goodies.xfce.org (Xfce Goodies Project). En meny med alla installerade program finns tillgänglig genom att högerklicka på skrivbordet.
Xfce är inte lika populär som Gnome och KDE, och är inte lika vanlig som standardskrivbordshanterare. Den tillhandahålls dock av flera Linuxdistributioner som ett alternativ till de övriga och till exempelvis distributionen Xubuntu används den som standard. Xfce har uppnått en viss popularitet hos användare med äldre, mindre kraftfulla datorer, eftersom den anses vara snabbare och mindre resurskrävande än sina konkurrenter.
Från början stod Xfce för "XForms Common Environment", men när Xfce bytte toolkit från Xforms till GTK+ togs betydelsen bort.